# Чиликское землетрясение (1889)
Чиликское землетрясение — одно из самых сильных землетрясений в Центральной Азии, произошедших в XIX веке. Согласно источникам, произошло 12 июля 1889 года спустя два года после Верненской катастрофы в 3 часа 14 минут и достигало 10 баллов. 
В газете «Туркестанские ведомости» № 30 1889 года была опубликована заметка И. Аристова и П. Зенкова об этом  землетрясении, где приводились ощущения торговцев, ночевавших в этот день в деревне Каркара (в 60 км от эпицентра): «Землетрясение там было весьма сильное, что при подземных ударах животные и люди не могли устоять на ногах и отбрасывались по земле на несколько аршин». В то же время, в другой заметке, опубликованной в книге «Материалы для изучения землетрясений в России» (1891) П. Зенков пишет: «В долине Каркара, где была в то время киргизская ярмарка и большой съезд торговцев, сила землетрясения была так велика, что по свидетельству очевидцев — людей, лежавших на земле, подбрасывало кверху на 1 аршин».
Эпицентральная зона землетрясения охватывает восточные части хребтов Заилийский и Кунгей Алатау и простирается от реки Или до северо-восточного побережья озера Иссык-Куль. По свидетельству очевидцев, здесь всюду образовались трещины, много громадных осыпей и обвалов в горах и ущельях. Эта область в плане выражена в виде эллипса, центр которого совпадает с участком наиболее тесного сближения рек Чарын и Чилик, что принято в качестве эпицентра.
Последствия Чиликского землетрясения специально не исследовались. Сейсмическая комиссия Императорского Русского географического общества решила собрать полные сведения об этом землетрясении путём  рассылки опросных листов с вопросами, выработанными ранее И.В. Мушкетовым. Из 100 посланных опросных листов И.В. Мушкетову удалось собрать ответы на 60. Кроме того, в газете «Туркестанские ведомости» было опубликовано несколько заметок об этом землетрясении. По этим материалам удалось воссоздать картину распространения сотрясений на поверхности Земли.
В результате землетрясения было разрушено и повреждено около 3000 построек в эпицентральной зоне (Верненский уезд — 400, Иссык-Кульский уезд — 200, города Джаркент и Пржевальск — 1000 и т.д.). Особенно сильно пострадали поселения на северном и северо-восточном побережьях Иссык-Куля (Уйтал, Сазоновка и др.), а также в городах Джаркент и Пржевальск, где наблюдалось много разрушенных и сильно повреждённых построек. Число жертв, по данным И. Аристова и П. Зенкова, не превышает нескольких десятков, считая и людей, погибших в горах. Так, в Уйтале погибли 1 старик и  6  детей, сильно ранено 4 человека. В селениях Михайловск, Маловодное, Чилик задавлено стенами и земляными крышами 17 человек.
Повторные толчки продолжались до конца 1891 года. Всего до мая 1891 года жители Верного ощутили около 150 подземных толчков, большинство из которых были афтершоками Чиликского землетрясения.